# Eduard Müller (konstnär)

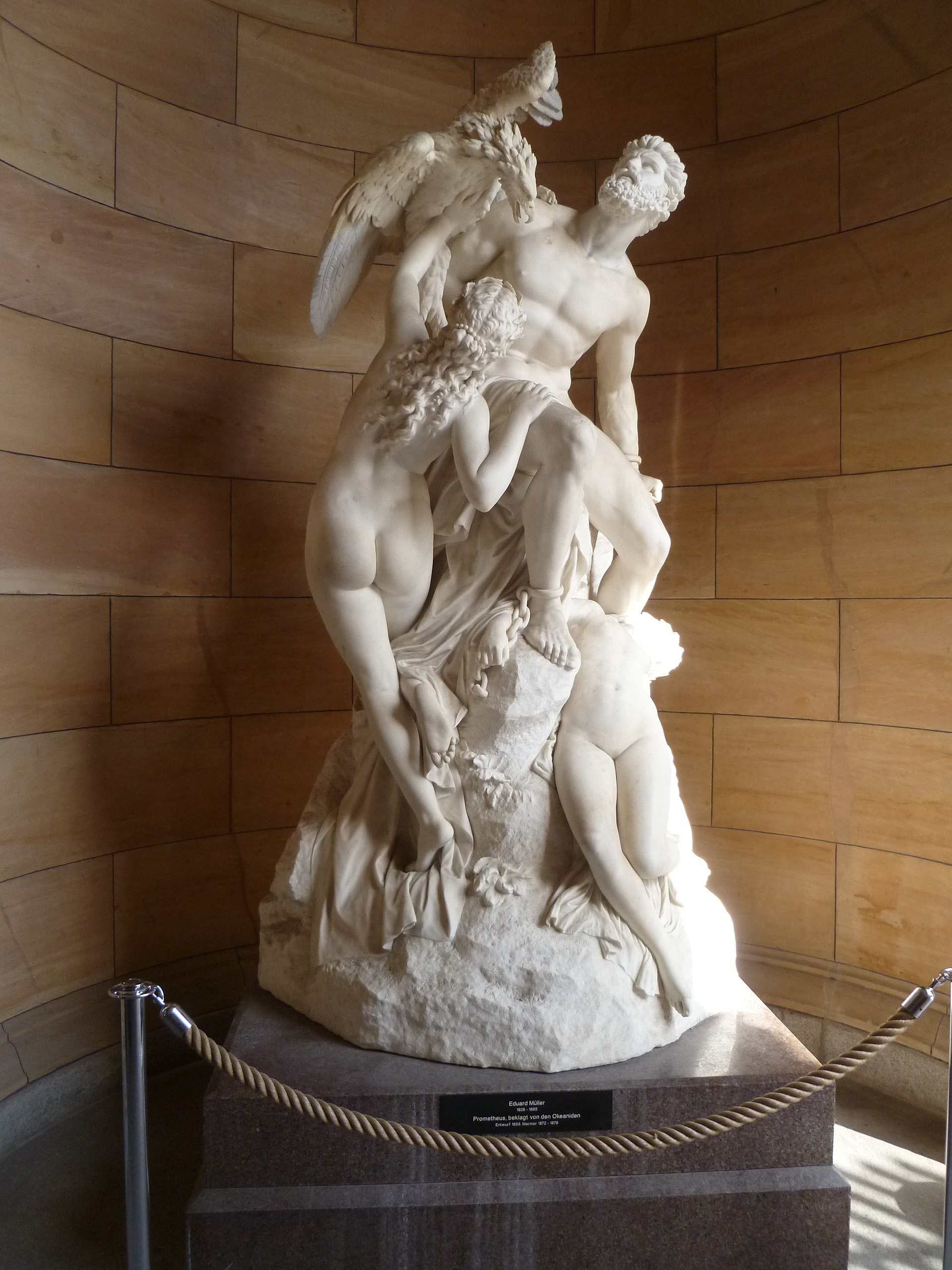
Eduard Müller, Prometeus beklagas av oceaniderna.

Johannes Eduard Müller, född den 9 augusti 1828 i Hildburghausen, död den 29 december 1895 i Rom, var en tysk skulptör. Han var tvillingbror till Gustav Adolf Müller.
Müller var kock i sin ungdom, studerade sedan skulptur i Antwerpen och kom 1854 till Rom, där han stannade och blev professor vid Accademia di San Luca. Hans främsta verk är gruppen Prometeus beklagas av oceaniderna (1868–1879, Nationalgalleriet i Berlin).